# Бохень
Бохень (пол. Bocheń) — село в Польщі, у гміні Лович Ловицького повіту Лодзинського воєводства.
Населення — 299 осіб (2011).
У 1975-1998 роках село належало до Скерневицького воєводства.

## Демографія
Демографічна структура станом на 31 березня 2011 року:
|          | Загалом | Допрацездатний вік | Працездатний вік | Постпрацездатний вік |
| -------- | ------- | ------------------ | ---------------- | -------------------- |
| Чоловіки | 145     | 33                 | 87               | 25                   |
| Жінки    | 154     | 25                 | 87               | 42                   |
| Разом    | 299     | 58                 | 174              | 67                   |